# Distrito de San Juan de Siguas

Mapa de la provincia de Arequipa en el Departamento de Arequipa, Perú.

El distrito de San Juan de Siguas es uno de los 29 que conforman la provincia de Arequipa del departamento de Arequipa en el Sur del  Perú.
Desde el punto de vista jerárquico de la Iglesia católica forma parte de la Arquidiócesis de Arequipa.

## Creación política
El distrito fue creado en el gobierno del Mariscal Ramón Castilla y Marquesado, el 2 de enero de 1857, como parte de la provincia de Camaná.

## Geografía

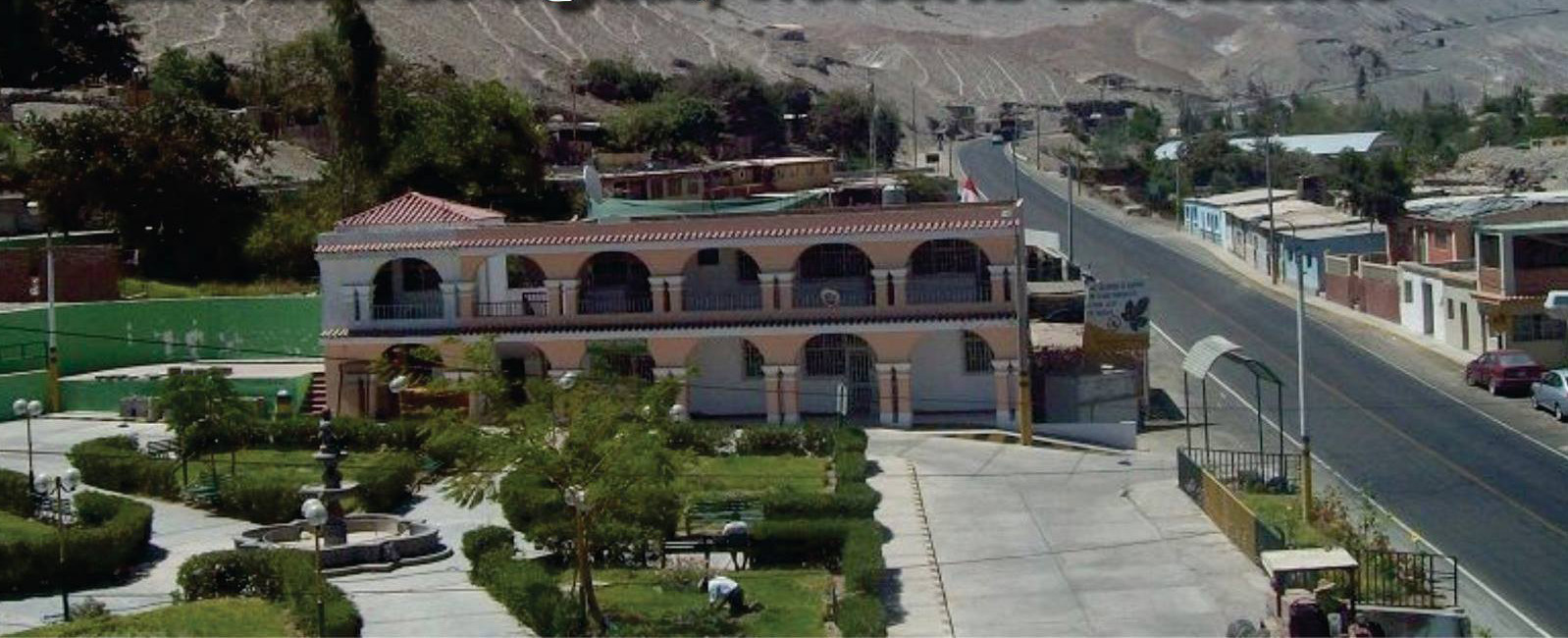

Situado en el valle de Siguas donde transcurre la carretera Panamericana. Aunque la capital es San Juan de Siguas las autoridades residen en Tambillo localidad situada al pie de la carretera.

## Medio ambiente
San Juan de Siguas es un distrito que es castigado por desastres artificiales, por ello viene desapareciendo periódicamente por derrumbes y filtraciones provocadas por la irrigación Majes - Siguas (AUTODEMA) Irrigación hecha por el Estado Peruano.

## Autoridades

### Municipales
- Elard Valencia O. Alcalde Distrital 2019 - 20222019-2022
  - Alcalde:

- 2015-2018

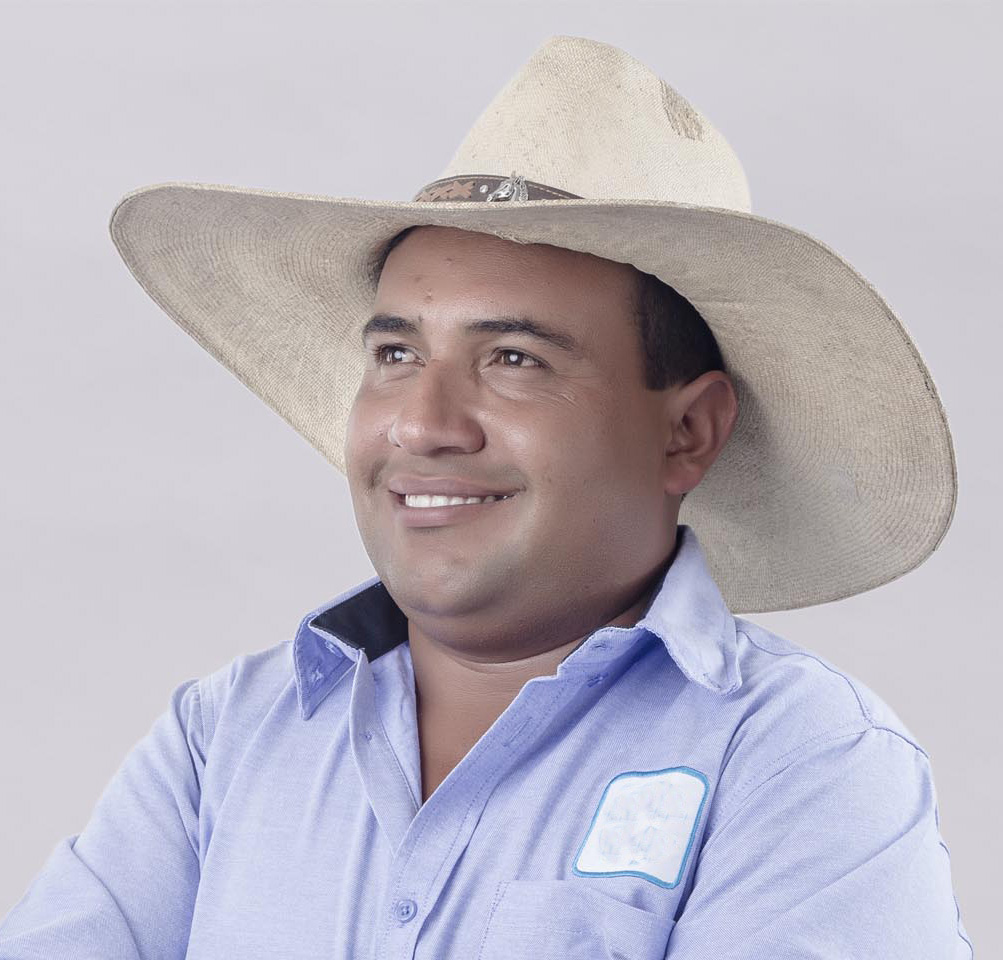
Elard Valencia O. Alcalde Distrital 2019 - 2022

  - Alcalde: Paúl Gustavo Cuadros Portugal, de Fuerza Arequipeña.
  - Regidores:

  1. José Rene Llosa Llerena (Fuerza Arequipeña)
  2. Sonia Juana Gómez Medina (Fuerza Arequipeña)
  3. Agustín Rodríguez Cumpa (Fuerza Arequipeña)
  4. Julio Alberto Texi Begazo (Fuerza Arequipeña)
  5. Amanda Igidia Chilo Laucata (Arequipa - Unidos por el Gran Cambio)

## Fiestas religiosas
- San Juan.
- Santa Rosa.
- Señor de los Milagros.